# Гарановичи
Гара́новичи (бел. Гаранавічы) — деревня в Городищенском сельсовете Барановичского района Брестской области Белоруссии. Население — 11 человек (2023).

## География
Находится в 25,5 км (32 км по автодорогам) к северу от центра Барановичей и в 6,5 км (7,5 км по автодорогам) к северо-западу от центра сельсовета, городского посёлка Городище, у автодороги Н-276 «Городище — Омневичи — Мордичи», на которой есть автобусная остановка с автобусами, следующими до райцентра. Есть кладбище.

## История
По переписи 1897 года — деревня (16 дворов, 104 жителя) и имение (13 жителей) в Городищенской волости Новогрудского уезда Минской губернии. В 1909 году — 19 дворов, 104 жителя, рядом находилось имение (1 двор, 5 жителей). На карте 1910 года указана под названием Горановичи.
Согласно Рижскому мирному договору (1921) деревня вошла в состав межвоенной Польши, где принадлежала гмине Городище Новогрудского, а затем Барановичского повета Новогрудского воеводства. По переписи 1921 года в ней числилось 20 жилых зданий, в которых проживало 123 человека (53 мужчины, 70 женщин), из них 115 белорусов, 7 поляков и 1 человек другой национальности (по вероисповеданию — 122 православных и 1 римский католик). Рядом находилась одноимённая колония, в которой было 5 жилых зданий, где проживало 30 человек (10 мужчин, 20 женщин), из них 25 белорусов и 5 поляков (все православные).
С 1939 года в составе БССР, в 1940–62 годах — в Городищенском районе Барановичской, с 1954 года Брестской области. Затем — в Барановичском районе. С конца июня 1941 года до июля 1944 года оккупирована немецко-фашистскими войсками.

## Население
По состоянию на 1 января 2023 года в деревне проживало 11 человек в 7 хозяйствах, в том числе 2 моложе трудоспособного возраста, 8 — в трудоспособном возрасте и 3 — старше трудоспособного возраста. 
| Численность населения (по переписи) | Численность населения (по переписи) | Численность населения (по переписи) | Численность населения (по переписи) | Численность населения (по переписи) | Численность населения (по переписи) | Численность населения (по переписи) | Численность населения (по переписи) |
| 1897                                | 1909                                | 1921                                | 1959                                | 1970                                | 1999                                | 2009                                | 2019                                |
| ----------------------------------- | ----------------------------------- | ----------------------------------- | ----------------------------------- | ----------------------------------- | ----------------------------------- | ----------------------------------- | ----------------------------------- |
| 104                                 | ↗109                                | ↗153                                | ↗162                                | ↘135                                | ↘50                                 | ↘34                                 | ↘11                                 |

## Достопримечательности
- Братская могила советских воинов, партизан и жертв фашизма. Похоронены четыре воина (неизвестны) и один мирный житель (известен), погибшие в боях с немецкими войсками в 1941—1944 годах. В 1950 на могиле установлен обелиск[9].